# Dème de Potamiá (Eurytanie)
Le dème de Potamiá, en grec moderne : Δήμος Ποταμιάς / Dímos Potamiás, est un ancien dème du district régional de l'Eurytanie, en Grèce-Centrale. Depuis 2010, il est fusionné au sein du dème de Karpenísi.
Selon le recensement de 2011, la population du dème compte 856 habitants.